# Dischidia cornuta
Dischidia cornuta là một loài thực vật có hoa trong họ La bố ma. Loài này được Livsh. mô tả khoa học đầu tiên năm 2005.